# Guus Joustra
Guus Joustra (Heerenveen, 13 maart 1947) is een voormalig Nederlands voetballer, die voornamelijk als middenvelder speelde.
Guus was een “eigen kweek” en speelde zijn eerste wedstrijd bij SC Heerenveen 1 op 18-jarige leeftijd onder trainer Lászlo Zalai.
Hij was contractspeler in de periode 1966-1972.
Guus Joustra speelde de meeste wedstrijden als middenvelder en was vooral befaamd om zijn afstandsschot. Zo scoorde hij in 1970 de belangrijke gelijkmaker (1-1) tegen Eindhoven uit.
Hierdoor was promotie een feit en later werd het kampioenschap behaald (het eerste en enige kampioenschap dat SC Heerenveen tot op heden in het betaald voetbal heeft behaald).